# Barbara Uthmann
Barbara Uthmann, ou Uttmann, née vers 1514 et morte le 14 janvier 1575 à Annaberg dans les Monts Métallifères en électorat de  Saxe, est une femme d'affaires, considérée comme l'inventrice de la fabrication de la dentelle aux fuseaux.

## Biographie
Barbara Uthmann fabrique des galons et de la dentelle de manière artisanale. Elle emploie jusqu'à 900 ouvrières. En 1561, elle aurait inventé la fabrication de dentelle aux fuseaux.
À sa mort, elle laisse derrière elle un travail considérable et compte encore aujourd'hui parmi les personnalités notables des monts Métallifères,.
Elle est la fille de Heinrich von Elterlein. Elle épouse Gottfried Uthmann, exploitant minier. Au décès de celui-ci elle reprend la gestion de son entreprise.

## Héritage
- En 1885, une statue en bronze de Barbara Uthmann est fabriquée par le sculpteur et professeur Eduard Robert Henzepour pour la ville d'Annaberg. La ville lui témoigne ainsi sa reconnaissance pour être l'instigatrice du deuxième essor industriel de l'histoire des monts Métallifères, après l'extraction de l'argent. Fondue pendant la Seconde guerre mondiale pour la production d'armement (30 juillet 1942), la statue est érigée à nouveau le 2 octobre 2002.
- Un monument à Barbara Uthmann se trouve sur la place du marché d'Elterlein.

- En 2003, le Planetoïde 1998 CA découvert en 1998 par l'observatoire de Drebach dans les monts Métallifères, est nommé après Barbara Uthmann. Il s'appelle désormais officiellement Uthmann (31231) , et tourne autour du soleil entre Mars et Jupiter[5].
- Barbara Uthmann fait partie des 999 femmes citées dans l’œuvre féministe The Dinner Party de Judy Chicago, réalisée de 1974 à 1979 et visible au Brooklyn Museum.